# قصر الثقافة والفنون (سكيكدة)

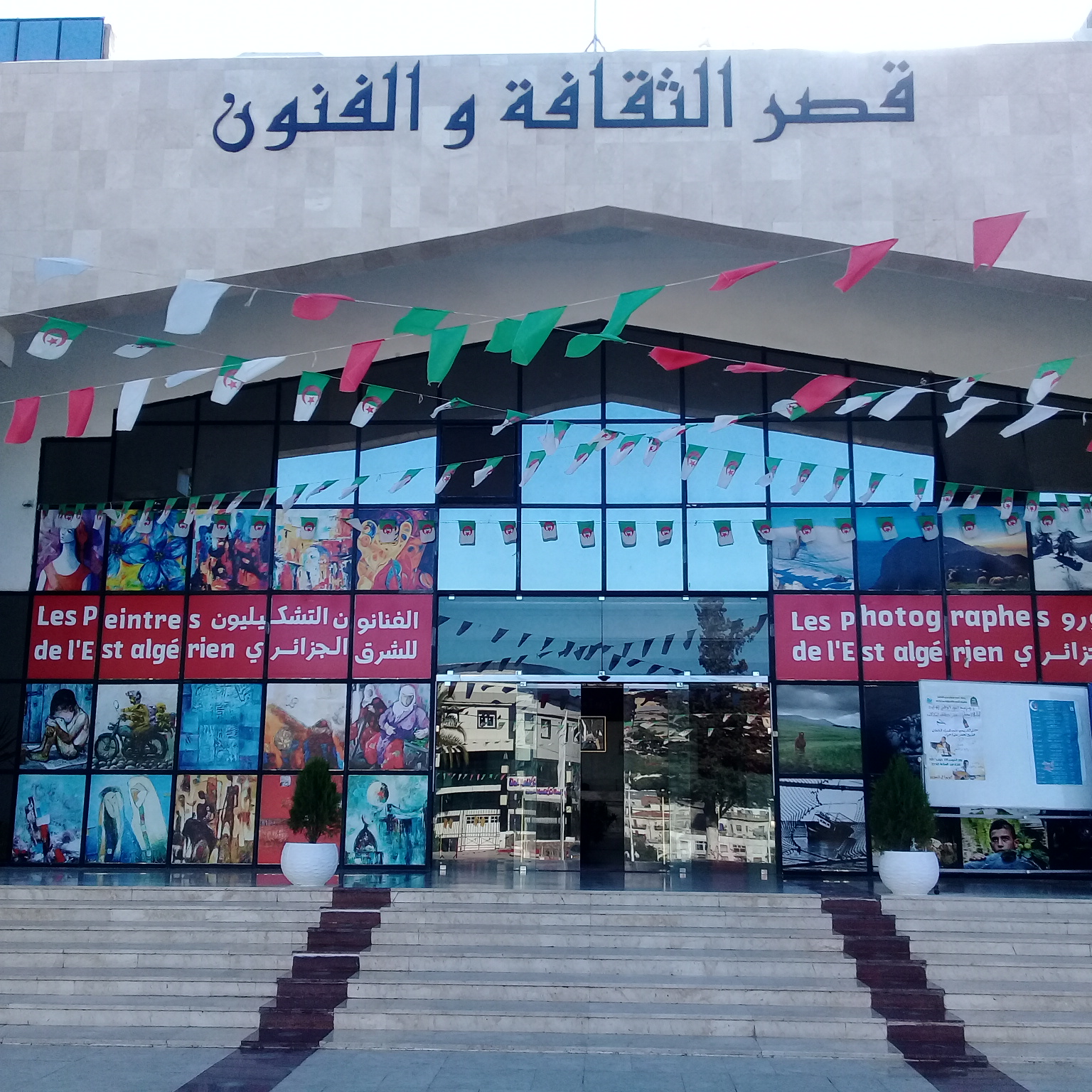
قصر الثقافة سكيكدة

قصر الثقافة والفنون لمدينة سكيكدة. يقدم خدمات جليلة لكل شرائح المجتمع خاصة منهم المبدعين، يحتوي على قاعة للعروض والمحاضرات تتسع لأكثر من 750 مقعد ومجهزة بكل الوسائل الضرورية وجناح للإنترنت ( 80 مقعدا) بالإضافة إلى مكتبة كبيرة تستوعب هي الأخرى 250 مقعد إلى جانب فضاءات موجهة لممارسة نشاطات الكوريغرافيا و الفنون الجميلة و السمعي البصري و مخبر للغات و تعليم الموسيقى.